# Коммуникативная компетентность
Коммуникативная компетентность — это владение сложными коммуникативными навыками и умениями, формирование адекватных умений в новых социальных структурах, знание культурных норм и ограничений  в общении, знание обычаев, традиций, этикета в сфере общения, соблюдение приличий, воспитанность, ориентация в коммуникативных средствах, присущих национальному, сословному менталитету и выражающихся в рамках данной профессии.
Коммуникативная компетентность — это обобщающее коммуникативное свойство личности, включающее в себя коммуникативные способности, знания, умения и навыки, чувственный и социальный опыт в сфере делового общения.
Коммуникативная компетентность складывается из способностей:
1. Давать социально-психологический прогноз коммуникативной ситуации, в которой предстоит общаться;
2. Социально-психологически программировать процесс общения, опираясь на своеобразие коммуникативной ситуации;
3. Осуществлять социально-психологическое управление процессами общения в коммуникативной ситуации[2].

Коммуникативная компетентность выступает интегральным качеством, синтезирующим в себе общую культуру и её специфические проявления в профессиональной деятельности. Одним из условий коммуникативной компетентности является выполнение определенных правил и требований. Наиболее значимые из этих правил состоят в следующем:
- Наиболее общим правилом является правило, согласно которому нельзя приступать к сообщению мысли, если она непонятна или не до конца понятна самому себе.
- Правило «постоянной готовности к пониманию». Существует большое количество семантических и личностных барьеров, которые часто приводят к неполному и неточному пониманию сообщений.
- Правило конкретности. Следует избегать неопределенных, двусмысленных, расплывчатых выражений и слов, а без необходимости не пользоваться незнакомыми или узкоспециализированными терминами.
- Правило контроля над невербальными сигналами. Недостаточно контролировать только свою речь и содержание сообщения. Необходим также контроль над его формой в той части, которая касается его внешнего «сопровождения» — мимикой, жестами, интонацией, позой.
- Правило «собственной неправоты». При коммуникации всегда необходимо допускать, что личная точка зрения может быть неправильной. Это часто предостерегает от серьёзных ошибок.
- Правило «места и времени». Эффективность любого сообщения резко возрастает в случае его своевременности и выбора наиболее адекватной ситуации, в которой оно реализуется.
- Правило открытости означает готовность к пересмотру своей точки зрения под влиянием вновь открывающихся обстоятельств, а также способность принимать и учитывать точку зрения собеседника.
- Правило активного и конструктивного слушания — одно из основных условий эффективных коммуникаций.
- Правило обратной связи. Именно это правило, в конечном счете, обеспечивает достижение главной цели коммуникативного процесса — взаимопонимания[3].